# 백석동천
서울 부암동 백석동천(서울 付岩洞 白石洞天)은 서울특별시 종로구 부암동에 있는, 1800년대 도성에 인접하여 조성되었던 별서 관련 유적이다. 2008년 1월 8일 대한민국의 명승 제36호로 지정되었다.

## 개요
서울 부암동 백석동천은 1800년대 도성에 인접하여 조성되었던 별서 관련 유적으로 주변 자연경관이 수려한 곳에 건물지(사랑채, 안채 등)와 연못 등이 남아있으며, 인근에＂백석동천(白石洞天)＂·＂월암(月巖)＂등의 각자(刻字)바위가 위치하고 있다. 19세기 경화세족(京華世族)이었던 애사(靄士) 홍우길(洪祐吉, 1809~1890)이 백석동천 일대 백석실(白石室)을 소유하였다.
백악산(북악산) 뒷자락에 북한산을 정면으로 자연 경관이 수려한 백사골에 조성된 동천(洞天 : 산천으로 둘러싸인 경치 좋은 곳)의 하나로 주변에 흰 돌이 많고 경치가 아름답다고 하여 “백석동천”이라 불린다고 전하며, ‘백석’이란 중국의 명산인 ‘백석산(白石山)’에서 비롯된 것으로 ‘백석산’은 ‘백악산(북악산)’에서 착안된 것으로 풀이 된다.
서울 지역의 별서로서는 김흥근(金興根) 별서인 석파정(石坡亭), 김조순(金祖淳) 별서인 옥호정(玉壺亭), 심상응(沈想應)의 별서로 알려진 성낙원(城樂園) 등이 남아 있다.
백석동천은 남북을 중심으로 육각정자와 연못이 있고, 약 3.78m 정도의 높은 대지 위에 사랑채 부분과 안채 부분으로 나뉘어 있다. 현재 사랑채와 정자 등은 건물터에 기초만 남아 있고, 담장과 석축 일부가 남아 있다.
백석동천은 사랑채 등의 건물지와 연못, 각자바위 등이 잘 남아 있고 마을과의 거리감을 확보하고 있는 등 별서의 구성요소를 두루 갖춘 격조 높은 조원(造園)의 면모를 지니고 있는 것으로 평가되고 있다.

## 같이 보기
- 석파정 별당 - 서울특별시 유형문화재 제23호
- 석파정 - 서울특별시 유형문화재 제26호
- 성락원 - 명승 제35호

## 참고 자료
- 서울 부암동 백석동천 - 국가유산청 국가유산포털
- 이 문서에는 문화재청에서 공공누리 제1유형으로 배포된 자료를 바탕으로 한 내용이 포함되어 있습니다.